# Human Jerky
Human Jerky è il primo EP dei Cattle Decapitation, pubblicato l'8 aprile 1999 dalla Satans Pimp.
L'EP è stato ristampato nel 2002 e nel 2020 dalla Three.One.G e nel 2005 dalla Accident Prone Records. La versione del 2020 è stata rimasterizzata da Dave Otero, produttore della band a partire dal 2012.

## Tracce
Testi di Travis Ryan, musiche di Gabe Serbian e Dave Astor.
1. Cloned for Carrion – 1:03
2. Parasitic Infestation (Extracted Pus, Mistaken for Yogurt, and Then Gargled – 0:42
3. Unclogged and Ready for Spewage – 0:35
4. Gestation of Smegma – 0:47
5. Mute Rain – 0:46
6. Flesh-Eating Disease (Flu-Like Symptoms of E-Coli with Complete Digestive Shutdown) – 0:48
7. The Decapitation of Cattle – 0:05
8. Constipation Camp – 1:00
9. Intro to Carnage – 0:33
10. Cream of the Crop – 1:00
11. Mad Cow Conspiracy (Bloated Bovine-Home to Flies and Anthrax Spores) – 0:31
12. Veal and the Cult of Torture – 0:40
13. Stench from the Dumpster – 0:44
14. Body Snatcher (Viscera Intact-Ripe for Devourment) – 0:19
15. Roadkill Removal Technician – 0:46
16. Bovine, Swine, and Human-Rinds – 0:45
17. Bludgeoned, Beaten, and Barbecued – 0:31
18. Colon-Blo – 4:42

## Formazione
- Travis Ryan – voce
- Gabe Serbian – chitarra
- David Astor – batteria